# Liste der Monuments historiques in Méru
Die Liste der Monuments historiques in Méru führt die Monuments historiques in der französischen Gemeinde Méru auf.

## Liste der Bauwerke
| Bezeichnung                                                            | Beschreibung | Standort                      | Kennzeichnung | Schutzstatus | Datum | Bild |
| ---------------------------------------------------------------------- | ------------ | ----------------------------- | ------------- | ------------ | ----- | ---- |
| Ehemalige Fabrik Desmarest                                             | Erbaut 1859  | 47, rue Roger-Salengro (Lage) | PA00132914    | Inscrit      | 1994  |      |
| Domaine de Sandricourt (auch auf dem Gebiet der Gemeinde Amblainville) |              | (Lage)                        | PA00114991    | Inscrit      | 1991  |      |

## Liste der Objekte
- Monuments historiques (Objekte) in Méru in der Base Palissy des französischen Kultusministeriums